# Evelyn McHale
Evelyn Francis McHale (20. září 1923 Berkeley – 1. května 1947 New York) byla americká účetní, která spáchala sebevraždu skokem z vyhlídkové terasy v 86. patře Empire State Building. Byla vyfotografována těsně po smrti po dopadu na limuzínu OSN. Fotografie byla magazínem Time pojmenována „Nejkrásnější sebevražda” (The most beautiful suicide). Inspirovala Andyho Warhola a další umělce.

## Životopis
Evelyn se narodila v Berkeley v Kalifornii. Pocházela z devíti dětí Helen a Vincenta McHaleových. Otec byl bankovní kontrolor a v roce 1930 přesídlil do Washingtonu. Matka trpěla nediagnostikovanou a neléčenou depresí, což přivedlo k rozvratu manželství a k rozvodu. Vincent získal do péče všechny děti a přestěhoval se do Tuckahoe ve státě New York. Evelyn absolvovala střední školu a poté nastoupila do Women's Army Corps v Jefferson City v Missouri. Později se přestěhovala do newyorského města Baldwin a začala pracovat jako účetní v Kitab Engraving Company v Pearl Street, kde potkala Barryho Rhodese, s nímž se zasnoubila.

## Smrt
Dne 30. dubna 1947, Evelyn odjela  vlakem z New Yorku do Eatonu v Pensylvánii, aby navštívila Rhodese. Následujícího dne, odešla z Rhodesova domu a vrátila do New Yorku, kde šla do budovy Empire State Building, odkud vyskočila z 86. patra. Dopadla na zaparkovaný automobil.

Rhodes si nevšiml ničeho, co by indikovalo, že Evelyn uvažuje o sebevraždě. Detektiv Frank Murray naše její dopis na rozloučenou v černé taštičce vedle úhledně složeného oblečení na zídce vyhlídkové plošiny. V dopise stálo:
Nechci, aby kdokoli z mé rodiny nebo mimo ni viděl jakoukoli mou část. Můžete prosím zničit mé tělo kremací? Prosím vás i mou rodinu – nedělejte pro mě žádný obřad ani vzpomínání. Můj snobenec mě požádal, abych si ho v červenci vzala. Nemyslím si, že bych někomu mohla být dobrou ženou. Řekněte mému otci, že mám příliš příliš mnoho sklonů jako má matka.
Její tělo identifikovala její sestra, Helen Brenner. V souladu s jejím přáním byla zpopelněna, bez smutečního obřadu či hrobu. Barry Rhodes se stal inženýrem a přestěhoval se na jih. Zemřel svobodný v Melbourne na Floridě 9. října 2007.

## Odkaz
Fotografii jejího těla, kterou pořídil Robert Wiles byla publikována v magazínu Life. Byla srovnávána s fotografií pořízenou Malcolmem Brownem na níž je budhistický mnich Thích Quảng Đức, který se sám zapálil na rušné křižovatce v Saigonu v roce 1963. Obě fotografie jsou obecně považovány za nejvíce ikonické fotografie sebevražd. Ben Cosgrove z magazínu Time vyzdvihoval fotografii jako „technicky bohatou, vizuálně podmanivou … naprosto krásnou”, popisujíce tělo Evelyn jako „odpočívající či spící, spíše než … mrtvé” a vypadající jako by „snila o svém milém”. Další fotografii Robert Wiles již nepublikoval.

## V kultuře
- Andy Warhol použil Wilesovu fotografii v jednom ze svých tisků nazvaných Suicide (Fallen Body).[7]
- Fotografii Evelyn byla také použita pro cover alba Surviving You, Always kapely Saccharine Trust, které vydala společnost SST Records v roce 1984.
- Na fotografii odkazuje film Smrtonosná zbraň (1987) v úvodní scéně.
- Videokliy k singlu „Jump They Say” (1993)[8] Davida Bowieho a „Street Spirit (Fade Out)” (1995) kapely Radiohead oba ukazují napodobení fotografie, kdy jsou Bowie i Thom Yorke položení na střeše zničeného auta.
- Přebal alba Gilt (1995) kapely Tucson band Machines of Loving Grace používá barevnou verzi originální fotografie, zatímco album kapely Pearl Jam Backspacer (2009) zobrazuje umělecké ztvárnění ikonické fotografie ve spodním pravém rohu.